# Barry Kemp
Barry Kemp  (Birmingham, 14 de mayo de 1940-16 de mayo de 2024) fue un arqueólogo y egiptólogo inglés, que fue profesor de Egiptología en el Departamento de Estudios Orientales de la Universidad de Cambridge y director de excavaciones de la Egypt Exploration Society en Amarna, Egipto. 

## Producción científica
Su famoso libro, Antiguo Egipto: Anatomía de una civilización, es un texto básico de la egiptología, utilizado en cursos de Historia Antigua. En él, nos muestra como los egipcios inventaron el Estado, inicialmente de carácter despótico, para evolucionar a formas de compromiso social, estableciendo semejanzas con los modelos actuales. Barry Kemp afirma: «El verdadero estudio del hombre es una materia subversiva».
También ha contribuido con otras obras de egiptología muy apreciadas y utilizadas, como el Diario de Civilizaciones del Antiguo Cercano Oriente, y el Antiguo Egipto: una historia social, que incorpora el trabajo de muchos de los principales egiptólogos y las últimas tendencias en el tema, dirigidas hacia el desarrollo de una imagen holística de la antigua sociedad egipcia en lugar de centrarse en la cultura de las élites que domina la arqueología.

## Publicaciones
- Barry Kemp (2005).  Routledge, ed. Ancient Egypt: Anatomy of a Civilisation (2nd Edition edición). ISBN 0-415-23550-2.
- Barry Kemp (2005).  Granta Books, ed. 100 Hieroglyphs: Think Like an Egyptian. ISBN 1-86207-658-8.
- Barry Kemp.  Egypt Exploration Society, ed. Amarna Reports, parts 1-5.

En español
- Barry J. Kemp (1992).  Ed. Crítica, ed. Antiguo Egipto: Anatomía de una civilización. ISBN 84-7423-538-3.
- Barry J. Kemp (2006).  Ed. Crítica, ed. 100 Jeroglíficos: Introducción al mundo del Antiguo Egipto. ISBN 84-8432-717-5.
- Barry J. Kemp (2008).  Ed. Crítica, ed. Cómo leer el Libro de los muertos. ISBN 978-84-8432-961-9.
- Bruce G. Trigger, Barry J. Kemp, D. O'Connor y A.B Lloyd (2001).  Ed. Crítica, ed. Historia del Egipto Antiguo. ISBN 978-84-7423-838-9.